# Albertine Simonet
Pour les articles homonymes, voir Simonet.

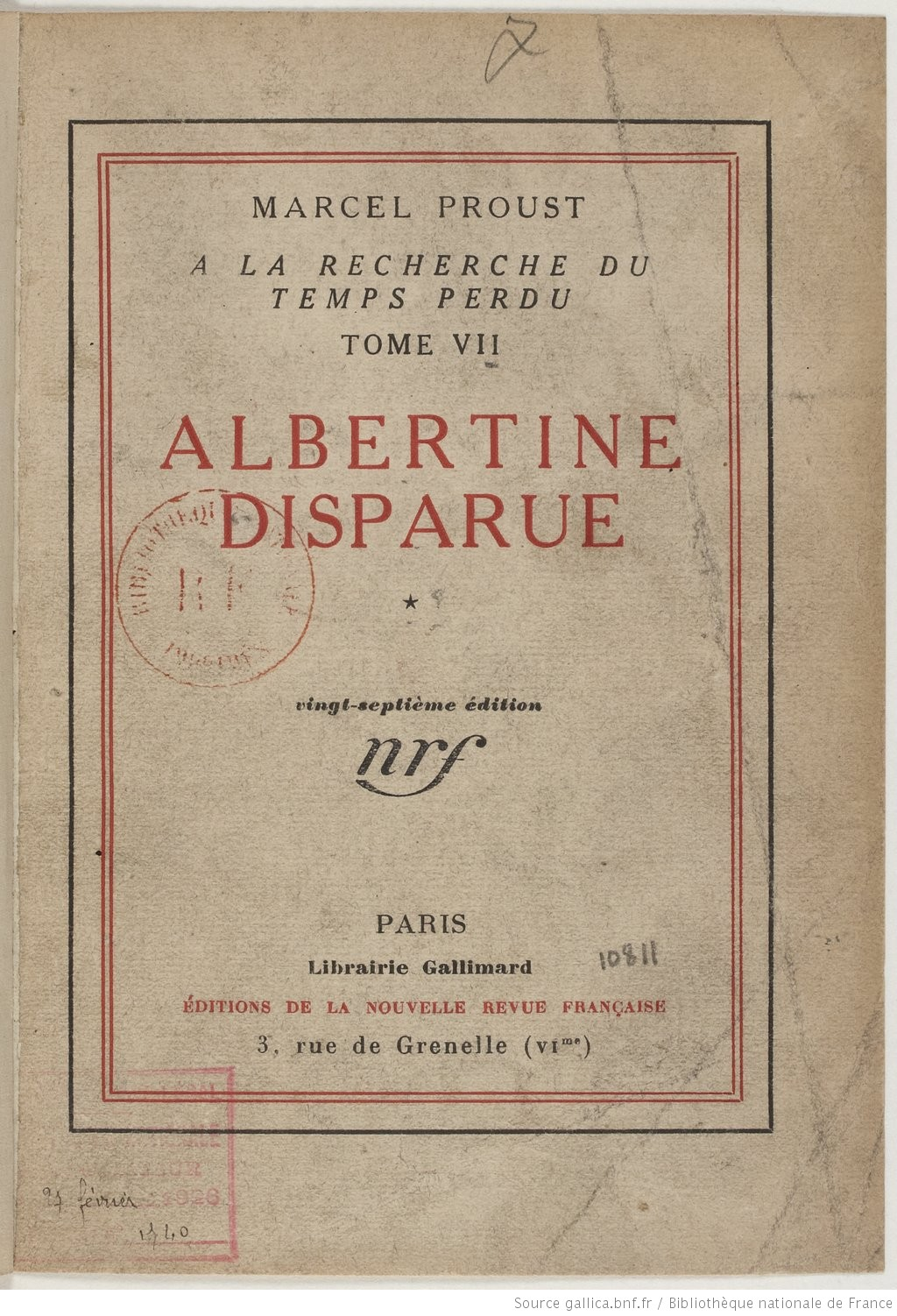
Une couverture de À la recherche du temps perdu de 1925.

Albertine Simonet est un personnage de l'œuvre de Marcel Proust À la recherche du temps perdu.

## Description
Albertine est l'une des jeunes filles en fleurs rencontrées par le narrateur à Balbec. Il en tombera rapidement amoureux, à la fois repoussé et fasciné par les doutes qu'il éprouve quant à son homosexualité.
Jeune fille aux cheveux bruns épais, Albertine est également décrite comme ayant des yeux verts, bleus ou violets, de grosses joues mates et un « petit nez rose de chatte ». Elle a un grain de beauté mais le narrateur a du mal à se souvenir de son emplacement précis.
Elle est la nièce de Mme Bontemps et fait partie de la bourgeoisie (son oncle est conseiller d'ambassade). Elle est intelligente et impertinente, mais le narrateur note sa mauvaise éducation dans son allure, est attiré par son langage argotique mais également par ses goûts raffinés en peinture et en matière de toilettes. Elle apprécie le luxe que lui offre le narrateur. Sportive, elle fait de la bicyclette.
Mais les doutes sur l'homosexualité d'Albertine vont bien vite planer sur le narrateur. Ses absences mystérieuses, ses relations particulières avec ses amies et, plus que tout, son attention pour le narrateur lui-même deviennent des indices d'une perversité que seul le mariage pourrait combattre.
Modèles : Alfred Agostinelli, chauffeur de Proust. Selon Élisabeth de Gramont, Proust lui aurait donné le prénom de la comtesse Jean de Montebello, amie de Robert de Montesquiou. Autres modèles : Albert Nahmias, Albert Le Cuziat, Henri Rochat, Marie de Chevilly et Marie Finaly.
Le professeur Jacques Dubois a consacré au personnage tout un ouvrage aux éditions du Seuil dans la collection Liber, Pour Albertine. Proust et le sens du social où il souligne l'importance de ce personnage souvent négligé par la critique dit-il, alors qu'elle introduit une troisième composante sociale, distincte de la  « noblesse rayonnante des Guermantes » et de la « bourgeoisie mesquine des Verdurin », celle d'une bourgeoisie ascendante. Le même auteur souligne l'importance de l'interprétation que fait du même personnage Emmanuel Levinas dans L'autre dans Proust dans Noms propres, Fata morgana, Montpellier, 1976, p. 149-156. Pour Jacques Dubois, Proust fait d'elle  « la figure même de l'Autre, c'est-à-dire de ce qui est à la fois impossible à connaître et indispensable à reconnaître. »

## Apparitions dansLa Recherche
Les numéros de page ci-après se réfèrent à l'édition Garnier-Flammarion. Pour d'autres éditions, se référer à la correspondance des numéros de page dans l'article Éditions de « À la recherche du temps perdu ». 

### Du côté de chez Swann
En promenade à Montjouvain, du côté de Méséglise, le narrateur épie Mlle Vinteuil qui reçoit une amie (p. 270). Les deux femmes ont, entre elles, une relation d'amour saphique que Mlle Vinteuil ponctue de sadisme (273).

### À l'ombre des jeunes filles en fleurs 1
Lors d'une conversation du narrateur avec Swann, celui-ci évoque une jeune fille très « fast » nommée Albertine qui venait à son cours (179).
Dans le salon d'Odette, Mme Bontemps dépeint l'effronterie de sa nièce Albertine à Mme Cottard et Mme Swann (279).
Tout à son désespoir de la fin de son histoire avec Gilberte, le narrateur refuse d'accompagner son père à une soirée où Mme Bontemps et Albertine devaient assister (312).

### À l'ombre des jeunes filles en fleurs 2
À 17 ans, Marcel est enfin autorisé à se rendre à Balbec pour l'été. Alors qu'il se promène sur la plage, il aperçoit un groupe de jeunes filles (171). Il les aime d'abord sans les individualiser, puis son désir se fixe sur celle qui porte un polo noir et pousse une bicyclette (176). Une conversation saisie au vol lui apprend que l'une des filles s'appelle Simonet ; il attribue ce nom à celle qu'il préfère (185). Il apprend que la famille Simonet est en vacances à Balbec (192). Sur la digue, il rencontre un soir la fille au polo noir ; elle porte des clubs de golf (216). C'est pour lui Mlle Simonet, qu'il rêve de rencontrer quand par la suite il revoit le petit groupe (217).
En visite chez le peintre Elstir, il aperçoit par la fenêtre la jeune cycliste. Elstir, qui la connait, lui apprend qu'elle s'appelle Albertine Simonet (233). Marcel tente de pousser le peintre à sortir pour provoquer la rencontre, mais ce n'est qu'au retour que le groupe des jeunes filles apparaît (245). Sentant la rencontre inévitable, il reste en retrait et n'est pas présenté par Elstir (247). Il lui faudra attendre d'obtenir d'Elstir qu'il donne une matinée où il pourra rencontrer Albertine (262). Le moment venu, s'il ne ressent pas immédiatement le plaisir de lui être présenté (264), la vraie Albertine prend pourtant la place de celle dont il a rêvé (265).
Il la revoit peu après sur la digue ; ses bonnes manières ont laissé la place au ton rude et aux manières « petite bande » (269). Il fixe son grain de beauté sur sa lèvre supérieure (270). Ensemble, ils rencontrent Octave, qu'Albertine qualifie de gigolo (271), puis Bloch, qui la dégoûte par ses manières et parce qu'il est un intellectuel juif (273). Au cours d'une nouvelle rencontre, Albertine lui présente Andrée (276). Évocation de sa famille (277) ; son mépris pour les demoiselles d'Ambresac (278). Ses goûts raffinés en matière de toilettes sont presque rattrapés par son intérêt pour la peinture, alors que la musique reste fort en arrière (279). Elle lui présente également Gisèle (280) mais s'agace de l'intérêt de Marcel pour cette jeune fille « barbante » (282). Bientôt, Marcel passe toutes ses journées avec les jeunes filles, en promenade ou au Casino (285). Il préfère Andrée à Albertine (288).
En visite chez le peintre, Albertine écoute avec attention Elstir évoquer le luxe (294) et montre son intérêt pour les toilettes. Nouvelle preuve de son antisémitisme, lorsqu'elle rencontre les sœurs de Bloch (299). Un jour, au milieu des autres jeunes filles, Albertine écrit à Marcel « Je vous aime bien » (307). Discussions sur la composition de Gisèle sur Sophocle et Racine (308).
La partie de furet le fait pencher pour Albertine (316). Elle est irritée par son inattention au jeu (319). Il sait qu'il aime Albertine mais ne cherche pas à le lui apprendre (325). Il cherche à connaître sa tante, Mme Bontemps (326). Il apprend qu'Albertine doit venir coucher au Grand-Hôtel (328). Elle l'invite à passer la voir dans sa chambre (330). Elle refuse de se laisser embrasser et les rêves de Marcel se détournent d'elle (333). Albertine a toujours beaucoup plu (334). Par nature, elle aime à se faire plaisir, ce qui l'entraîne à pratiquer un mensonge spécial à certaines personnes utilitaires, à certains hommes arrivés (337). Marcel doute de sa vertu ; elle essaie pourtant de se faire pardonner son refus en lui offrant un petit crayon d'or (340). Variations du physique d'Albertine (346).
Les jeunes filles quittent Balbec (351).

### La Prisonnière
Albertine a accepté de suivre le narrateur à Paris et d'habiter avec lui. Lui faisant mener une vie confortable, il lui offre des toilettes élégantes, aidé en cela par la duchesse de Guermantes auprès de qui il prend conseil et dont il s'inspire, comme pour le choix d'une robe de Fortuny.
En habitant sous le même toit que la jeune fille, le narrateur renonce à sa vie sociale pour rester avec elle mais aussi pour la surveiller ; il se fait seconder en cela par Andrée et par le chauffeur qui conduit les deux jeunes filles lors de leurs promenades quotidiennes. Cependant il ne tarde pas à douter de la fidélité d'Albertine et de la fiabilité des personnes à qui il la confie. Le narrateur est pris entre deux sentiments contradictoires qui ne lui laissent aucun répit : lorsqu'il se sent apaisé par la tendresse et les paroles rassurantes d'Albertine, il se sent lassé d'elle et voudrait rompre. Cependant dès que les doutes au sujet de la fidélité de sa maitresse refont surface, la jalousie le torture et il renonce à tout projet de rupture, resserre les liens qui l'unissent à la captive. C'est le récit d'un amour sans bonheur possible, vécu comme un joug douloureux.

### Albertine disparue
« Albertine disparue » s'ouvre sur le départ au petit matin et en cachette d'Albertine, avec la complicité de Françoise. Albertine est (avec le narrateur) le personnage principal du livre. En effet, le livre décrit le cheminement temporel du narrateur dans son deuil du départ puis de la mort d'Albertine. L'amour fait place à l'indifférence, le temps efface la trace de l'Albertine imaginée mais relâche des faits du passé restés cachés pour faire place à une Albertine plus réelle mais perdue.
Le premier choc passé et analysé, le narrateur demande à son ami Saint-Loup d'aller trouver Mme Bontemps pour monnayer le retour d'Albertine. La manœuvre échoue, Albertine envoie deux télégrammes, le premier pour indiquer son refus et son renoncement aux avantages matériels exorbitants proposés. Dans le second, Albertine télégramme « J'aurais été trop heureuse de revenir » (111). Le narrateur répond dans une longue lettre tarabiscotée exprimant le contraire de ce qu'il voudrait dire « La Rolls restera à l'écurie et le Yacht au port ... Adieu pour toujours. » (112-115).
(121) Françoise découvre les bagues d'Albertine, leur examen met à jour un mensonge d'Albertine.
Suit un échange épistolaire sur quelques jours. Albertine agrée à la séparation dans une courte réponse et ajoute « ... cette promenade ne s’effacera de mon esprit qu'avec la nuit complète » (127). Le narrateur s'enferre un peu plus « je crois que j'aurai tout de même une femme ... dans Andrée » (128). Il pense que « Albertine fut libre depuis déjà huit jours de se livrer à ses vices ».
Ravagé par le rapport de Saint-Loup expliquant qu'Albertine et Mme Bontemps ont pris au premier degré ses déclarations, le narrateur envoie un télégramme désespéré demandant à Albertine de revenir à n'importe quelles conditions (134). Tout de suite après, le narrateur reçoit un télégramme annonçant la mort d'Albertine dans un accident et deux lettres d'Albertine. Dans la première, elle acquiesce au rapprochement avec Andrée, dans la deuxième elle demande à revenir, si ce n'est pas trop tard.
Fait rare car il s'attache généralement à décrire les détails physiques attachés à des traits de caractère, le narrateur qualifie l'apparence d'Albertine : en sept ans, depuis Balbec et les jeunes filles en fleur, elle s'est transformée insensiblement de jeune fille presque trop maigre, bronzée et sportive en grosse brune (161,171).
Aimé, envoyé enquêter à Balbec, rencontre la doucheuse rapportant les rencontres d'Albertine avec la dame en gris, une femme noire et des jeunes filles plus jeunes (174). Puis, envoyé espionner les environs de la villa de Mme Bontemps, Aimé recueille le témoignage d'une jeune blanchisseuse décrivant sa relation avec Albertine (184).
Le temps fait son œuvre et l'oubli s'installe. Le narrateur cite quatre étapes dans son deuil, d'abord il s'éprend d'une inconnue blonde (qui se révélera plus tard être Gilberte) qui effrite nombre de souvenirs d'Albertine (223,235). Ensuite Andrée lui révèle ses relations avec Albertine ainsi que des pans cachés de sa vie, donnant entre autres une raison à son départ, qui n'aurait rien à voir avec le narrateur (209,263).
Une troisième prise de conscience de l'indifférence maintenant absolue à l'égard d'Albertine survient « un jour assez longtemps après la dernière visite d'Andrée » , lors d'un voyage à Venise avec sa mère. Le narrateur se rend compte qu'il ne recherche plus l'image d'Albertine dans ses nouvelles conquêtes.
Cependant il apprend par télégramme qu'Albertine est toujours vivante et voudrait parler mariage. Cela l'indiffère d'abord mais il sent que son amour palpite encore jusqu'à ce qu'il s'avoue « j'avais définitivement cessé d'aimer Albertine » car le moi qui l'aimait n'est plus le même maintenant. En fait son inconscient lui a joué un tour : il s'agit d'un télégramme de Gilberte annonçant son futur mariage avec Saint-Loup. Puis le souvenir d'Albertine est réduit à une note de bas de page où nous apprenons qu'une nouvelle prisonnière l'a remplacée.
Enfin le narrateur, commentant l'incompréhension de Gilberte devant l'échec de son mariage avec Robert repris par ses penchants homosexuels (342), se souvient d'une confidence de Saint-Loup au sujet d'un éventuel mariage avec Albertine « je crois que nous nous serions bien entendus tous les deux » (344). Le narrateur comprend maintenant, la désillusion est complète.

## Incarnations à l'écran
- Grace Wilkinson dans le documentaire britannique The Modern World: Ten Great Writers, épisode Marcel Proust's 'A la recherche du temps perdu' de Nigel Wattis (1988).
- Chiara Mastroianni dans le film de Raoul Ruiz, Le temps retrouvé (1999).
- Sylvie Testud est Ariane, transposition d'Albertine dans La Captive (2000), l'adaptation de Chantal Akerman de La Prisonnière.
- Kelli O'Hara dans My Life with Albertine (en) (2003), comédie musicale américaine de Ricky Ian Gordon (en).
- Caroline Tillette dans À la recherche du temps perdu (2011) adaptation télévisée par Nina Companeez.